# Arfakdwerghoningeter
De Arfakdwerghoningeter (Myzomela adolphinae) is kleine endemische vogel uit de gebergtebossen van Nieuw-Guinea.

## Beschrijving
De Arfakdwerghoningeter is de kleinste uit het geslacht Myzomela. Het mannetje heeft een rode kop en een rode stuit. Het vrouwtje is egaal grijsbruin met een kleine beetje roze op de kin, onder de snavel. Deze honingeter lijkt op de roodkopdwerghoningeter, maar deze is groter en komt voor in een totaal ander habitat (mangrove).

## Verspreiding en leefgebied
De Arfakdwerghoningeter komt voor in het westen van Nieuw-Guinea in het Arfakgebergte in de Vogelkop en in het oosten van Nieuw-Guinea in het centrale bergland van Papoea-Nieuw-Guinea. De Arfakdwerghoningeter leeft in bergbossen, langs bosranden en in bloemenrijke tuinen in plaatsen in het centrale bergland op een hoogte tussen de 800 en 2000 m boven de zeespiegel. In sommige steden in het centrale bergland is het een veel voorkomende tuinvogel. Ze foerageren op insecten en nectar van de bloemen.